# Kolomyia
Kolomyia (em ucraniano:  Коломия, em polonês/polaco:  Kołomyja, em alemão:  Kolomea, em romeno:  Colomeea, em iídiche:  קאָלאָמיי) é uma cidade da Ucrânia, situada no Oblast de Ivano-Frankivsk. Tem 41,1 km² de área e sua população em 2020 foi estimada em 61.265 habitantes.